# Kristina Kuusková
Kristina Kuusková (* 16. listopadu 1985 Haapsalu) je estonská kordistka. Je členkou týmu Vehklemisklubi En Garde v Haapsalu, jejím trenérem je Peeter Nelis. Na mistrovství světa v šermu získala v soutěži družstev v roce 2014 stříbrnou medaili a v roce 2017 zlatou medaili. Je mistryní Evropy v soutěži družstev z let 2013 a 2016, na ME 2018 byla druhá v individuální soutěži a třetí s družstvem. Na Letních olympijských hrách 2016 obsadila s estonskou reprezentací čtvrté místo. V letech 2013, 2014 a 2017 získala spolu s Irinou Embrichovou, Julií Běljajevovou a Erikou Kirpuovou cenu pro estonský sportovní tým roku.